# Brachyscome graminea
Brachyscome graminea je biljka dvosupnica iz porodice glavočika koja je nekada bila uključivana u rodove Bellis i Paquerina (sinoim za Brachyscome). 
B. graminea raste u obalnim i priobalnim predjelima Australije po močvarnim tlima u državama Južna Australija, Queensland, Victoria i Tasmanija. Naraste do 70 cm visine. Cvate skoro preko cijele godine bijelim cvijetom.

## Sinonimi
- Bellis graminea Labill.
- Brachyscome angustifolia A.Cunn. ex DC.
- Paquerina graminea (Labill.) Cass.
- Paquerina graminea var. angustissima Sond.
- Paquerina graminea var. heterophylla Sond.
- Paquerina graminea var. latifolia Sond.